# Westfriese boomwapens

Het wapen van Hauwert, een dorpswapen, laat twee mogelijke vormen zien.

In de Nederlandse regio West-Friesland (provincie Noord-Holland) komt een aantal wapens voor met bomen, de zogenaamde Westfriese Boomwapens. Meestal duiden bomen in wapens op een plek waar recht gesproken werd. Van een aantal plaatsen in West-Friesland is dat ook bekend.
De wapens zijn redelijk vast in opzet: een aantal heeft bomen met bladertooi. De bomen zonder blad hebben op de takken een of meer vogels. Uitzondering hierop vormde Blokker, dat een boom vol in het blad had met drie kraaien. Drie wapens met bomen met blad toonden sterren in de bomen. Alleen het wapen van Stede Broec toont een tweekleurige boom die gedeeld is alsof het een gekanteelde muur is. Ook het wapen van Hauwert vormt een uitzondering op de regels: die boom heeft rechts (voor de kijker links) een dorre tak en aan de andere kant een met blad. Daarnaast is dit wapen als enige een dorpswapen en heeft nooit als gemeentelijk wapen dienstgedaan.
De vogels kunnen duiden op de rechtspraak. Bij een aantal wapens echter staan zij symbool voor de dorpen in de betreffende gemeente.

## Wapens
De wapens kennen twee varianten: dorre bomen en bomen in blad.

### Dorre bomen

Wapen van Midwoud
Het wapen van Scharwoude
Wapen van Schellinkhout
Wapen van Sijbekarspel
Het oude wapen van Venhuizen
Wapen van Venhuizen
Wapen van Westwoud

### Bomen in blad

Wapen van Blokker
Wapen van Bovenkarspel
Wapen van Grootebroek
Wapen van Hoogwoud
Wapen van Noorder-Koggenland
Wapen van Opmeer
Wapen van Stede Broec
Wapen van Wognum

## Andere wapens
Ook buiten de regio West-Friesland komen boomwapens voor. Van deze wapens is niet altijd duidelijk of zij eenzelfde betekenis hadden. Het gaat hierbij om de volgende wapens die mogelijk wel beïnvloed zijn door de West-Friese wapens:

Wapen van Graft
Het wapen van Haarlem
Wapen van Schellingwoude
Wapen van Terschelling
Wapen van Stad Delden
Wapen van het waterschap De Vier Noorder Koggen

adelaar · Agnus Dei · alliantiewapen · andreaskruis · ankerkruis · armoriaal · baldakijn · barensteel · bezant · Bourgondisch kruis · brisure · cartouche · centaur · cordelière · dekkleed · dorpsvlag · dorpswapen· drieberg · dubbelkoppige adelaar · dwarsbalk · fleur de lis · fleuron · Friese adelaar · gaande leeuw · gecarteleerd · Gelderse leeuw · gepaald · gravenkroon · groot wapen · griffioen · hartschild · helmkroon · helmteken · heraldische kleur · herautstuk · hermelijn · hoed · Hollandse tuin · huismerk · Jeruzalemkruis · karbonkel · keizerskroon · keper · koek · kromstaf · kroon · krukkenkruis · kwartier · kwartileren · kwartierzoom · leeuw · markiezenkroon · merlet · molenijzer · motto · muurkroon · nassaublauw · natuurlijke kleur · Nederlandse leeuw · Nederlandse Maagd · ombrellino · ordeketen · palen · pentagram · pijlenbundel · raadselwapen · raaf · respectant · riddertoernooi · rijksbanier · rijkskleuren · rijksstandaard · rijkswapen · roos · Rudolfinische keizerskroon · Saksenros · Saladins Adelaar · scharlakenrood · schildhoofd · schildhouder · schildvoet · schildzoom · schoof · schuinbalk · schuinstreep sinister · sinister · sleutels van Petrus · socialistische heraldiek · sprekend wapen · stadskleuren · standaard · stedenmaagd · ster · tinctuur · vair · vermeerdering · vlag · vorstenhoed · vrijheidshoed · vrijkwartier · vrouwenwapen · wapen · wapenbelasting · Wapenboek Beyeren · Wapenboek Gelre · wapenbord · wapendiploma · wapendier · wapenkast · wapenkoning · wapenmantel · wapenrecht · wapenrol · wapenstier · wapentent · wassende en afnemende maan · Waterlandse zwaan · Westfriese boomwapens · wildeman · wolfsangel · wrong